# 特洛伊 (堪薩斯州)
特洛伊（Troy）為美國堪薩斯州多尼芬縣的一座城市，也是多尼芬縣的縣治。根據2010年美國人口普查，此城市人口有1,010人。特洛伊為密蘇里州聖約瑟夫都會區的一部分。

## 歷史

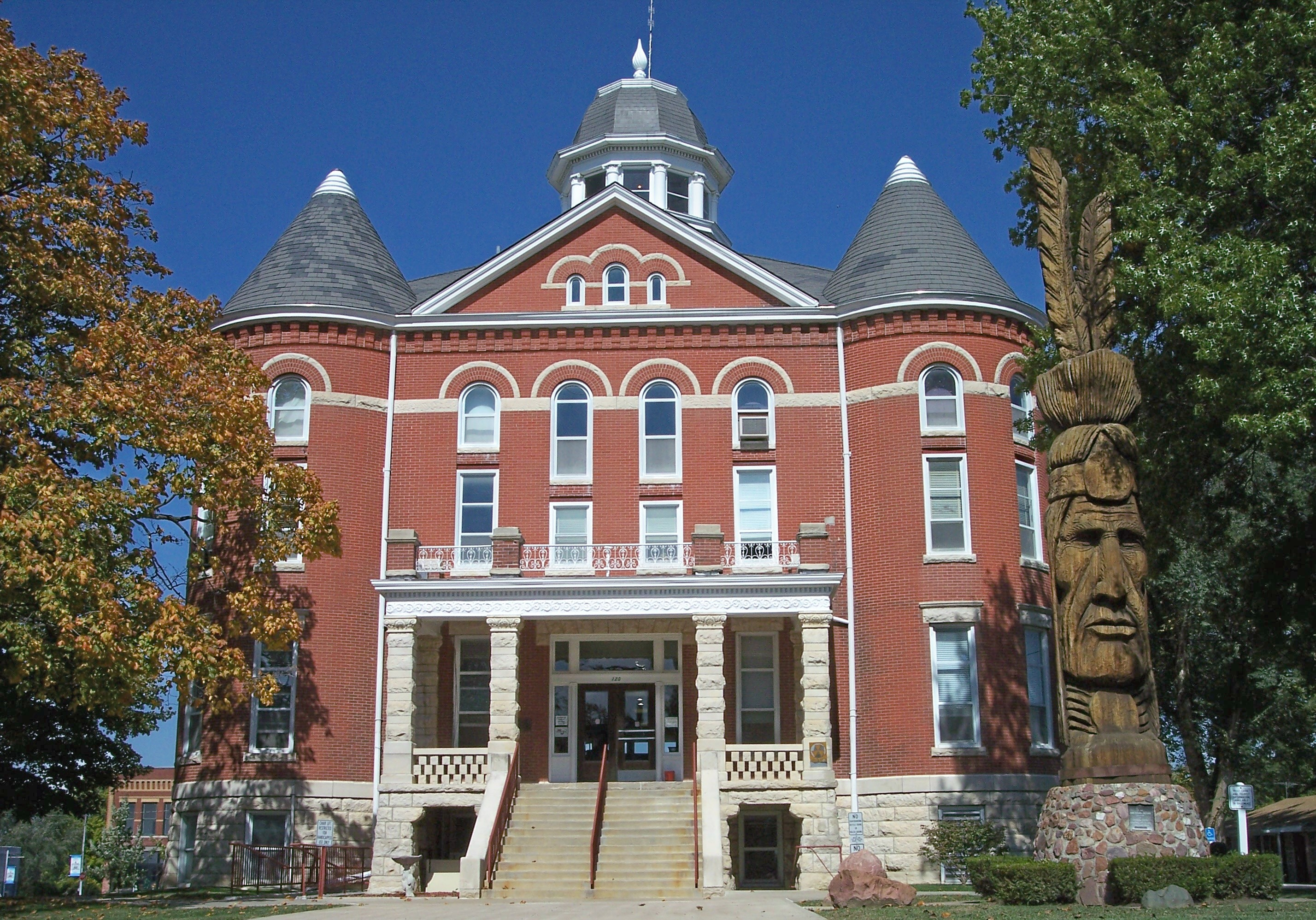
多尼芬縣法院（攝於2006年）

特洛伊始建於1855年。城市名以古希臘時期的城邦特洛伊為名。特洛伊境內首棟住宅建於1856年，首間商店則於1857年開始營業。特洛伊在1860年成為一座已建制的城市。特洛伊首間郵政局於1857年3月16日開設。
英國探險家理查德·弗朗西斯·伯顿在1860年前往至加州的旅途中說道：「經過了幾個淒慘簡陋的小屋稱作特洛伊...」（"Passing through a few wretched shanties called Troy ..."）。

## 地理
特洛伊坐落在北緯39度47分17秒、西經95度5分27秒（亦可表示為39.788099, -95.090840）處。根據美国人口调查局的資料，此城市總面積為2.56平方（0.99平方英里），其中2.54平方（0.98平方英里）為陸地，0.03平方（0.01平方英里）為水域。

## 人口統計
| 调查年                              | 人口  | 备注   | %±     |
| ----------------------------------- | ----- | ------ | ------ |
| 1860                                | 131   |        | —      |
| 1870                                | 639   |        | 387.8% |
| 1880                                | 694   |        | 8.6%   |
| 1890                                | 730   |        | 5.2%   |
| 1900                                | 750   |        | 2.7%   |
| 1910                                | 940   |        | 25.3%  |
| 1920                                | 1,013 |        | 7.8%   |
| 1930                                | 1,042 |        | 2.9%   |
| 1940                                | 1,049 |        | 0.7%   |
| 1950                                | 977   |        | −6.9%  |
| 1960                                | 1,051 |        | 7.6%   |
| 1970                                | 1,047 |        | −0.4%  |
| 1980                                | 1,240 |        | 18.4%  |
| 1990                                | 1,073 |        | −13.5% |
| 2000                                | 1,054 |        | −1.8%  |
| 2010                                | 1,010 |        | −4.2%  |
| 2014年估计                          | 998   | [ 14 ] | −1.2%  |
| U.S. Decennial Census 2013 Estimate |       |        |        |

### 2010年普查
據2010年美國人口普查，此城市人口有1,010人，戶數421戶，275個家庭。人口密度為397.9人/每平方公里（1,030.6人/每平方英里）。此城市有467棟住宅，平均每平方公里有184.0棟住宅。此城市居民之種族中，白人佔97.3%，非裔美國人佔0.5%，美洲原住民佔0.2%，亞裔美國人佔0.3%，其他種族佔0.2%，混血種族則佔1.5%。而西班牙裔或拉丁裔美國人佔此城市人口的2.7%。
此城市之戶籍數計有421戶。其中擁有18歲以下孩童的住戶佔31.4%；已婚夫婦且同居的住戶佔49.6%，住戶為女性單親者佔10.0%；住戶為男性單親者佔5.7%；住戶並非一個家庭的佔34.7%。住戶為獨自一人居住的佔全戶之30.9%，其中有16.1%為65歲或以上之獨居老人。每戶住戶平均成員人數為2.38人，每個家庭平均成員人數則是2.95人。
此城市居民之年齡中位數為39.1歲。以年齡層分類，年齡低於18歲者佔24.7%；年齡介在18歲至24歲之間者佔8.8%；年齡介在25歲至44歲之間者佔23.9%；年齡介在45歲至64歲之間者佔24.9%；年齡高於65歲者佔17.3%。男性佔全市人口之48.3%，女性則佔全市人口之51.7%。

### 2000年普查
據2000年人口普查，此城市人口有1,054人，戶數439戶，295個家庭。人口密度為565.2人/每平方公里（1,473.4人/每平方英里）。此城市有474棟住宅，平均每平方公里有254.2棟住宅。此城市居民之種族中，白人佔98.77%，非裔美國人佔0.28%，美洲原住民佔0.28%，亞裔美國人佔0.09%，其他種族佔0.09%，混血種族則佔0.47%。而西班牙裔或拉丁裔美國人佔此城市人口的1.04%。
此城市之戶籍數計有439戶，其中擁有18歲以下孩童的住戶佔31.4%；已婚夫婦且同居的住戶佔54.0%，住戶為女性單親者佔8.9%；住戶並非一個家庭的佔32.6%。住戶為獨自一人居住的佔全戶之30.3%，其中有18.7%為65歲或以上之獨居老人。每戶住戶平均成員人數為2.38人，每個家庭平均成員人數則是2.96人。
以年齡層分類，年齡低於18歲者佔26.2%；年齡介在18歲至24歲之間者佔7.4%；年齡介在25歲至44歲之間者佔26.7%；年齡介在45歲至64歲之間者佔20.3%；年齡高於65歲者佔19.4%。此城市居民之年齡中位數為38歲。性別比方面，每100名女性所對應的男性數為98.1名，如只計算18歲或以上的居民，則是每100名女性所對應的男性數為93.5名。
此城市每戶平均收入為31,786美元，每個家庭平均收入為37,039美元。男性平均收入28,229美元；女性平均收入19,706美元。此城市人均收入為15,138美元。此城市約有13.4%的家庭以及12.2%的居民低於貧窮門檻，其中18歲以下者占16.2%，65歲以上者佔4.7%。

## 知名人物
- 克洛伊·高德納（英语：Chloe Gartner），美國小說家
- 查爾斯·傑西·瓊斯（英语：Charles "Buffalo" Jones），美國拓荒者、農民、牧牛人、獵人、自然保護主義者，也是加登城共同成立者
- 查爾斯·埃文斯·惠特克（英语：Charles Evans Whittaker），1957年至1962年期間擔任美國最高法院大法官

## 延伸閱讀
- History of the State of Kansas; William G. Cutler; A.T. Andreas Publisher; 1883. (Online HTML eBook) （页面存档备份，存于）
- Kansas : A Cyclopedia of State History, Embracing Events, Institutions, Industries, Counties, Cities, Towns, Prominent Persons, Etc; 3 Volumes; Frank W. Blackmar; Standard Publishing Co; 944 / 955 / 824 pages; 1912. (Volume1 - Download 54MB PDF eBook),(Volume2 - Download 53MB PDF eBook), (Volume3 - Download 33MB PDF eBook)

## 外部連結
城市
- 特洛伊市 （页面存档备份，存于）
- 特洛伊—公職人員名錄

學校
- USD 429 （页面存档备份，存于），所在學區

相片
- Tall Oak Indian Monument （页面存档备份，存于）, KansasPhotoTour.com
- 特洛伊—堪薩斯州歷史標誌, Kansas Heritage.org

地圖
- 特洛伊市地圖 （页面存档备份，存于），堪薩斯州運輸部